# Голостеблиця
Голостеблиця (Teesdalia) — рід рослин родини капустяних (Brassicaceae). Рід містить 3 види, які ростуть у Європі, на північному заході Африки, на заході Азії; інтродукований до США, Канади, Чилі.

## Опис
Це однорічні рослини, голі чи слабо запушені. Стебла (прості чи кілька), прямі чи підняті, нерозгалужені. Листки прикореневі й стеблові; на ніжках або сидячі; зазвичай ліроподібно-перистороздільні або перисто-розсічені, рідко цілокраї або зубчасті; стеблових листків 0–4, сидячі, краї цільні чи зубчасті. Суцвіття (щиткові, багатоквіткові). Квітки (актиноморфні або зигоморфні); чашолистки висхідні до розпростертих, яйцеподібні, голі; пелюстки білі, довгасті або оберненояйцеподібні (дорівнюють або довші за чашолистки, або бічна пара набагато більша); тичинок 6 або 4. Плоди сидячі, голі. Насіння однорядне, злегка стиснуте, не крилате, широкояйцеподібне; насіннєва оболонка слизиста при змочуванні.